# Mamiquetla
Mamiquetla är en ort i Mexiko.   Den ligger i kommunen Pahuatlán och delstaten Puebla, i den sydöstra delen av landet, 140 km nordost om huvudstaden Mexico City. Mamiquetla ligger 1 076 meter över havet och antalet invånare är 359.
Terrängen runt Mamiquetla är bergig åt nordväst, men åt sydost är den kuperad. Mamiquetla ligger nere i en dal. Runt Mamiquetla är det ganska tätbefolkat, med 80 invånare per kvadratkilometer. Närmaste större samhälle är Huauchinango, 11,9 km sydost om Mamiquetla. I omgivningarna runt Mamiquetla växer i huvudsak städsegrön lövskog.